# Luebo
Luebo városa a Kongói Demokratikus Köztársaság újonnan alakult Kasai tartományának (2009 februárjáig a Nyugat-Kasai tartomány körzete) fővárosa, a hasonló nevű körzetben fekszik. A Kongói Demokratikus Köztársaságban általános gyakorlat, hogy az egyes körzeteket legnagyobb városáról nevezik el. A város nemzeti nyelve a csiluba.